# Preet Bharara
assinatura
Preetinder Singh "Preet" Bharara (nascido em 1968) é um advogado estadunidense nascido na Índia que ocupa o cargo de procurador dos Estados Unidos para o distrito sul de Nova Iorque. Rendendo-lhe uma reputação de linha-dura, ele processou diplomatas e pessoas em outros países. Foi responsável também por mover processos contra cerca de 100 executivos de Wall Street, logrando acordos históricos e multas com os quatro maiores em atuação nos EUA, e fechando hedge-fund de bilhões de dólares pro conta de condutas ilícitas, como a prática de insider trading. Ele também processou políticos do estado de Nova York, como o Presidente da Assembleia Legislativa do Estado de Nova Iorque, Sheldon Silver o líder da maioria do Senado Estadual, Dean Skelos, e em uma ocasião ameaçou processar o governador Andrew Cuomo por suposta corrupção.

## Início da vida e carreira
Bharara nasceu em 1968, em Ferozepur, Punjab, na Índia, filho de pai, Jagdish, Sique, e mãe, Desh, Hinduísta. Mudou-se com sua família para os EUA pouco após seu nascimento. Cresceu em Eatontown, no subúrbio do Condado de Monmouth, Nova Jersey, e frequentou a Escola Ranney em Tinton Falls, Nova Jersey, onde graduou-se como  melhor aluno da turma, em 1986. Ele recebeu seu diploma com honras magna cum laude da Universidade Harvard  em 1990 e graduou-se em Direito pela Columbia Law School  em 1993, tendo sido membro da Columbia Law Review.

Bharara serviu como conselheiro-chefe para o Senador Chuck Schumer e desempenhou um papel de liderança na investigação do Comitê do Senado dos Estados Unidos sobre o Judiciário investigação sobre demissões de procuradores s Estados Unidos advogados. Ele foi assistente do Procurador dos Estados Unidos em Manhattan por cinco anos, levando ao judiciário processos criminais contra os chefes da Família Gambino, Família Colombo e de gangues asiáticas nova-iorquinas.